# Samuray Del Sol
Emanuel Alejandro Rodríguez (nacido el 14 de noviembre de 1986) es un luchador profesional mexicoestadounidense. Es popularmente conocido por trabajar para la WWE bajo el nombre de Kalisto y en el circuito independiente con el nombre de Samuray Del Sol. 
Dentro de sus logros destacan ser dos veces Campeón de los Estados Unidos de la WWE, una vez Campeón Peso Crucero de la WWE, una vez Campeón en Parejas de NXT junto a Sin Cara como The Lucha Dragons.

## Primeros años
Rodríguez nació en Chicago, Illinois, pero pasó sus primeros años de vida en Ciudad de México. A mediados de los 90, cuando él aún estaba en primaria, su familia regresó a Chicago, aunque continuaron viajando a México con frecuencia. En Chicago estudió en el Curie Metropolitan High School. Rodríguez creció siendo un gran seguidor de la lucha libre mexicana, inspirado sobre todo por luchadores como Tinieblas, cuya máscara y físico llamaban su atención, y Octagón, cuyo estilo de lucha atraía a Rodríguez. Tras mudarse a Estados Unidos, empezó a seguir los eventos de las tres compañías punteras en el país de aquel momento: WWF, WCW y ECW. Estando en el instituto se fijó también en diversas promociones independientes como Ring of Honor.

## Carrera

### Inicios
Rodríguez comenzó a entrenar en 2006 en la escuela de lucha de Windy City Pro Wrestling (WCPW) en Chicago, donde fue entrenado no solo en lucha americana sino también en lucha mexicana por un exluchador de Asistencia Asesoría y Administración.
Rodríguez contó más tarde que sus entrenadores eran muy estrictos con él a causa de su juventud, lo que le llevó a plantearse abandonar la escuela. Aun así, disputó su primer combate en WCPW tras apenas tres semanas entrenando. Combinando sus influencias japonesas y mexicanas, eligió como nombre artístico Samuray del Sol, optando por escribir "Samuray" para diferenciarse de otros luchadores que ya utilizaban "Samurai" en sus nombres. Al igual que la mayoría de sus ídolos de infancia, optó por luchar con máscara. Durante sus primeros años en la industria se labró un nombre en los circuitos independientes de Chicago y el Medio Oeste de Estados Unidos.
En 2010, Samurái empezó a aventurarse fuera de estos territorios, compitiendo en International Wrestling Cartel (IWC), con sede en Pensilvania, y en la East Coast Lucha Libre (ECLL) de Nueva York. El 25 de septiembre de 2010, Samurái participó en un dark match organizado por la All American Wrestling (AAW), con base en Berwyn (Illinois), para Dragon Gate USA, intentando sin éxito arrebatar el Campeonato de Peso Pesado de la AAW a Silas Young en un combate a tres bandas en el que también participó Gran Akuma. También en 2010 haría su primera gira por México.
Durante otra gira por México en abril de 2011, sufrió una grave lesión en un evento de la compañía independiente Desastre Total Ultraviolento (DTU). Al intentar saltar del ring para lanzarse contra sus oponentes, aterrizó sobre el piso de cemento y su cabeza chocó contra la barrera del público. Tras este incidente Rodríguez sufrió síndrome posconmoción y se planteó abandonar la lucha libre, antes de recibir una llamada de WWE para tomar parte en un campamento de pruebas de tres días.

### AAA - Lucha libre worldwide (2011-2012)
A mediados de 2011, el luchador mexicano Crazy Boy, quien había visto a Samurái durante su debut en México, le consiguió un puesto en el reality organizado por la AAA ¿Quién pinta para la corona?. En el tiempo en el que se grababa el programa, volvió a competir para DTU y continuó entrenando con el veterano luchador Gran Apache. Aunque su participación en el programa no le sirvió para hacerse con un puesto en la AAA, sí llegó a debutar con la promoción el 19 de agosto de 2012, formando equipo con Joe Líder y Juventud Guerrera en un combate tres contra tres en el que perdieron frente a La Sociedad (Daga, Dark Dragon y Psicosis). En septiembre, Samurái continuó trabajando en combates por equipos frente a Los Inferno Rockers (Devil Rocker, Machine Rocker, Soul Rocker y Uro Rocker), saliendo derrotado en todos.
Mientras Samurái se encontraba en Canadá entrenando con Teddy Hart, recibió una llamada del promotor de la AAA Konnan, quien le ofreció un puesto fijo en el plantel de la compañía. El 7 de octubre de 2012, en Héroes Inmortales, comenzó su primera historia en la compañía como un luchador anónimo que se acercaba a Octagón entre bastidores. Poco después, AAA desveló que el luchador era Samurái del Sol y había pedido a Octagón que le entrenase, cosa que este aceptó ya que el joven le había impresionado en ¿Quién pinta para la corona?. El 15 de noviembre Octagón fue atacado entre bastidores por dos miembros de El Consejo, Silver King y Toscano, a los que Samurái ahuyentó. Tras esto, Octagón le entregó una máscara similar a la suya y le adoptó oficialmente como su protegido, renombrándolo Octagón Jr. Antes de su primer combate como Octagón Jr., Samurái disputó un último combate en AAA bajo su antiguo nombre y máscara, formando equipo con el entonces Megacampeón de AAA El Mesías para derrotar a los miembros de El Consejo Silver King y El Texano Jr. por descalificación. Finalmente compitió como Octagón Jr. por primera vez el 2 de diciembre en Guerra de Titanes, donde él, Octagón y La Parka derrotaron en un combate tres contra tres a Pentagón Jr., La Parka Negra y Silver King. En mayo de 2013 se informó de que AAA planeaba reemplazar a Samurái como Octagón Jr. debido a que su agenda en el circuito independiente le impedía aparecer en la compañía.

### Combat Zone Wrestling (2012)
A su regreso de México tras participar en ¿Quién pinta para la corona?, Samurái debutó en Combat Zone Wrestling (CZW) el 4 de febrero de 2012, siendo derrotado por AR Fox en su primer combate. El 10 de marzo, él y Uhaa Nation sobrevivieron a un combate cuatro contra cuatro eliminatorio para clasificarse para el Best of the Best 11 Tournament. En el torneo, disputado el 14 de abril, derrotó a Chuck Taylor y Johnny Gargano en un combate a tres bandas en la primera ronda antes de ser eliminado por AR Fox en su combate de semifinales.

### Dragon Gate USA y Evolve (2012-2013)

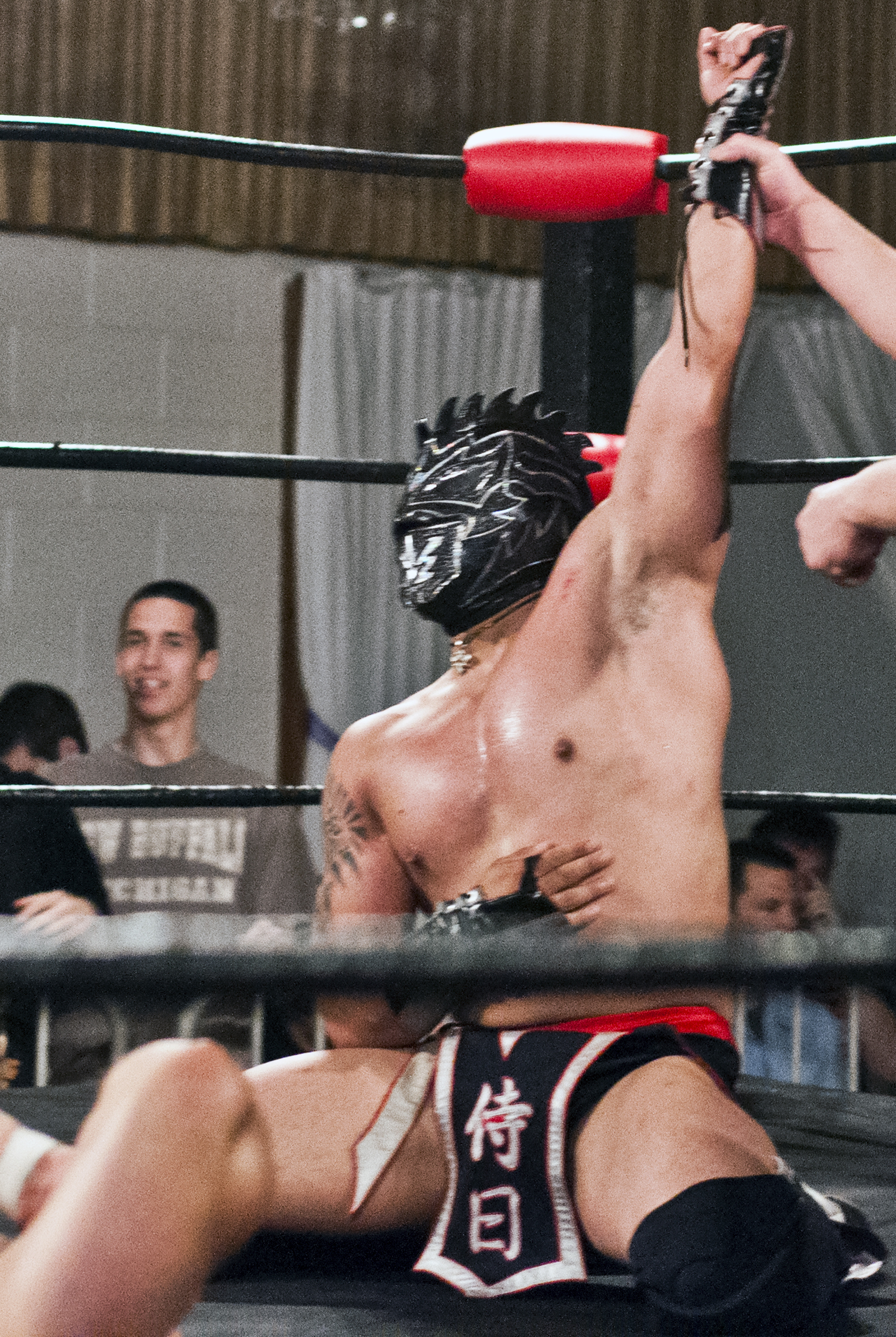
Samurái del Sol en mayo de 2012.

En marzo de 2012 Dragon Gate USA anunció el fichaje de un "luchador misterioso". El 29 de marzo Samurái debutó en el plantel principal de DGUSA en un evento conjunto con CZW, apareciendo como el oponente sorpresa de Masato Yoshino y derrotándole en un combate individual. Al día siguiente disputó su primer combate de pay-per-view en Open the Ultimate Gate, derrotando a Johnny Vandal. En el tercer día de eventos consecutivo, compitió en un combate a seis bandas en Mercury Rising, del que salió ganador El Genérico. El 13 de abril Samurái debutó en Evolve, una promoción estrechamente relacionada con DGUSA, perdiendo ante Chuck Taylor en un combate a tres bandas que también incluía a Johnny Gargano. Después disputó dos combates individuales contra El Genérico, saliendo derrotado el 28 de junio y ganando la revancha al día siguiente. Volvió a DGUSA el 28 de julio, donde formó equipo con El Genérico contra AR Fox y CIMA, siendo derrotados. El 8 de septiembre Samurái y El Genérico disputaron un tercer combate individual para Evolve, ganando El Genérico. Volvieron a formar equipo el 4 de noviembre en Freedom Fight, derrotando a Genki Horiguchi y Ryo Saito, y volverían a ganar el 8 de diciembre ante Super Smash Bros. (Player Uno y Stupefied). Samurái se clasificó para el torneo por el Campeonato de Evolve, pero fue eliminado por Sami Callihan en un combate a cuatro bandas en el que también participaron Jigsaw y Rich Swann. El 2 de junio desafió a Johnny Gargano por el Open the Freedom Gate Championship, pero se rindió tras ser desenmascarado por el campeón.

### Otras promociones (2012-2013)
El 14 de diciembre de 2012, Samurái del Sol comenzó su participación en la décima edición de la Jeff Peterson Memorial Cup, derrotando a Eddie Ríos en su combate de primera ronda. Al día siguiente se coronó campeón del torneo tras superar a Jonathan Gresham en cuartos de final, John Davis en semifinales y AR Fox en la final.
El 18 de enero, compitió en el evento inaugural de Hart Legacy Wrestling en Calgary (Alberta, Canadá). En el primer combate, un combate por parejas eliminatorio a cuatro bandas, él y El Genérico salieron ganadores ante los dúos de Cam!kaze & Pete Wilson, Brian Cage & Trent Barreta y Andrew Hawkes & Ryan Rollins. Como resultado, los dos se consiguieron puestos en el combate estelar de la velada, en el que ellos dos, Barreta, Davey Boy Smith Jr. y Jack Evans cayeron derrotados ante Cam!kaze, Teddy Hart, Brian Cage, Flip Kendrick y Pete Wilson.
El 15 de marzo debutó en Full Impact Pro retando sin éxito a Jon Davis por el Campeonato Mundial de Peso Pesado de FIP. El 22 de marzo hizo su primera aparición para Pro Wrestling Guerrilla, perdiendo junto a AR Fox un combate por parejas ante Inner City Machine Gunns (Rich Swann y Ricochet). La noche siguiente perdió ante T.J. Perkins en otro evento de PWG. El 24 de marzo ganó el torneo King of Flight 2013 derrotando a Paul London, AR Fox y Ricochet. El 21 de mayo, apareció como Octagón Jr. en el primer pay-per-view de la World Wrestling League puertorriqueña, Idols of Wrestling, retando sin éxito a Sicodélico Jr. por el Campeonato Internacional de Zero1 México en un combate a cuatro bandas en el que también compitieron Axel y El Hijo de Rey Mysterio. El 25 de mayo compitió en el torneo Speed Kings 2, organizado por la compañía inglesa Southside Wrestling Entertainment, cayendo eliminado ante Marty Scurll en la primera ronda. Tras su fichaje por WWE, disputó un combate de despedida para su antigua promoción AAW, donde él y Colt Cabana fueron derrotados por The Irish Airborne (Dave Crist y Jake Crist).

### WWE (2013-2021)

#### NXT Wrestling (2013-2015)

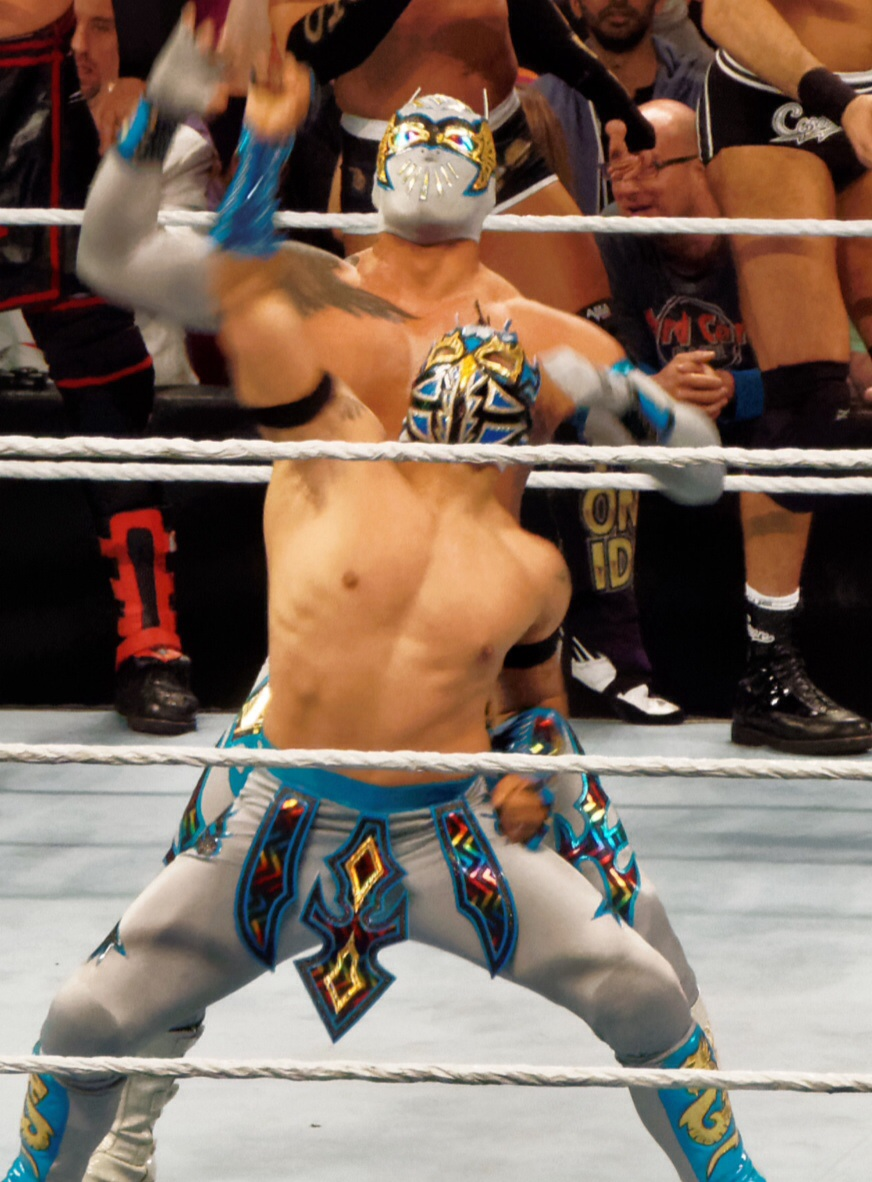
The Lucha Dragons en marzo de 2015.

En mayo de 2013, se informó de que Rodríguez estaba pasando pruebas médicas con vistas a firmar un contrato con WWE. El 26 de mayo se informó de que había firmado un contrato de desarrollo con la compañía, y el 29 de agosto se desveló que competiría bajo el seudónimo Kalisto. El 20 de septiembre, disputó su primer combate como parte del plantel de NXT en un evento no televisado, derrotando a Baron Corbin.
En abril de 2014 empezó a formar equipo con El Local, lo que le permitió hacer su debut en televisión en el episodio de NXT del 8 de mayo, donde él y El Local derrotaron a The Legionnaires (Marcus Louis y Sylvester Lefort) en un combate por parejas. El 29 de mayo en NXT TakeOver, disputaron un combate por el Campeonato en Parejas de NXT, siendo derrotados por los campeones The Ascension (Konnor y Viktor).
El 17 de julio Kalisto anunció la disolución de su equipo con El Local (quien sería despedido poco después) y la semana siguiente presentó a Sin Cara como su nuevo compañero. En las semanas siguientes, el nuevo dúo ganó un torneo para convertirse en los aspirantes al título por parejas, y el 11 de septiembre, ahora conocidos conjuntamente como The Lucha Dragons, Kalisto y Sin Cara derrotaron a The Ascension en NXT TakeOver: Fatal 4-Way para alzarse con el campeonato. El 15 de enero, en las grabaciones de NXT, Lucha Dragons perdieron los títulos ante Buddy Murphy y Wesley Blake.

#### 2015
Tras su tiempo en NXT, el 21 de febrero en Main Event debutó como face junto a Sin Cara en el plantel principal derrotando a Curtis Axel y a Heath Slater. El 30 de marzo, un día después de WrestleMania 31 hizo su primera aparición en Raw en un 8-Man Tag Team Match junto a Sin Cara y Big E y Kofi Kingston, de The New Day, contra Cesaro & Tyson Kidd y The Ascension, ganada por su equipo. En la siguiente edición de Raw derrotaron a The New Day (Big E y Xavier Woods). En Elimination Chamber, The Lucha Dragons compitieron en el primer Tag Team Elimination Chamber Match por los Campeonatos en Parejas de la WWE, pero no lograron ganar la lucha. The Lucha Dragons recibieron otra oportunidad por los campeonatos el 23 de agosto en SummerSlam en un Tag Team Fatal 4-Way Match, pero una vez más no tuvieron éxito. En Night of Champions The Lucha Dragons hicieron equipo con Neville, pero fueron derrotados por Stardust y The Ascension. Después los derrotaron en repetidas ocasiones en RAW y SmackDown cobrando venganza. El 5 de octubre en RAW fue vencido por Kevin Owens.
En noviembre, después de que Seth Rollins dejara vacante el Campeonato Mundial Pesado de la WWE debido a una lesión en la rodilla que lo dejara inactivo hasta 2016, la WWE realizó un torneo para determinar a un nuevo campeón. Después de derrotar a Ryback en la primera ronda del torneo el 12 de noviembre en SmackDown, Kalisto fue eliminado en los cuartos de final el 16 de noviembre en Raw por Alberto del Río.
El 13 de diciembre en TLC: Tables, Ladders & Chairs, The Lucha Dragons recibieron otra oportunidad por los Campeonatos en Parejas de la WWE pero fueron derrotados por The New Day, en un Triple Threat Tag Team Ladder Match que también incluyó la participación de The Usos. El 21 de diciembre en RAW Kalisto ganó el Slammy Award por el momento OMG del año. The Lucha Dragons fallaron una vez más en su intento de ganar los campeonatos el 24 de diciembre en SmackDown. El 28 de diciembre en RAW Kalisto venció a Kofi Kingston gracias a la ayuda de Sin Cara, quien inmediatamente después de eso se enfrentó a Big E pero durante la lucha sufrió una lesión en el hombro, por lo que estará inactivo por un tiempo.

#### 2016
El 7 de enero en SmackDown Kalisto derrotó al Campeón de los Estados Unidos Alberto del Río en una lucha no titular con John Cena en su esquina. El 11 de enero en Raw ganó el Campeonato de los Estados Unidos tras vencer a Alberto del Río con una roll-up. Sin embargo al día siguiente en las grabaciones de Smackdown perdió el título frente Alberto del Río debido a una interferencia de King Barrett, terminando con su reinado de solo un día. Tuvo su revancha en Royal Rumble derrotando a del Río convirtiéndose por segunda vez en Campeón de los Estados Unidos. En la siguiente edición de SmackDown, retuvo su título ante Neville. El 8 de febrero en RAW Sin Cara hizo su regreso para enfrentarse junto a Kalisto a The League of Nations (Alberto del Río & Rusev), pero no lograron derrotarlos. En el Kick-Off de Fastlane retuvo el campeonato ante del Río en un 2-out-of-3 Falls Match, terminando con el feudo. Tras eso, Kalisto aceptó el reto de Ryback para una lucha por el campeonato en WrestleMania 32. En dicho evento, Kalisto logró derrotar a Ryback reteniendo el título. El 21 de abril en Smackdown, fue derrotado por Ryback en una pelea no titular. En Payback, retuvo su título ante Ryback, terminando así su feudo.
El 2 de mayo en Raw, se organizó un Battle Royal para definir al retador #1 por el Campeonato de los Estados Unidos, siendo el ganador Rusev, con quien comenzó una rivalidad. En Extreme Rules, perdió el campeonato ante Rusev. El 26 de mayo en SmackDown, fue derrotado por Rusev en su intento de retomar el título. El 19 de julio en SmackDown, fue enviado a SmackDown como parte del Draft. El 26 de julio en SmackDown, participó en un Battle Royal Match para ser el sexto participante del Six Man Challenge Match para ser el retador #1 del Campeonato Mundial de WWE, siendo Apollo Crews el ganador. El 2 de agosto en SmackDown, se enfrentó a Baron Corbin y a Apollo Crews en un Triple Threat Match para ser el retador #1 del Campeonato Intercontinental de The Miz, siendo Crews el ganador. Tras esto, fue atacado por Corbin, provocando en Kalisto, una lesión que lo mantuvo fuera por algunas semanas. El 8 de noviembre en SmackDown, reapareció enfrentándose ante Corbin pero antes de su lucha, fue atacado por Corbin pero durante esto, este sufrió una lesión en la rodilla y a la vez, recibió un duro ataque por parte de Kalisto. Posteriormente se anunció que Kalisto se enfrentaría a Brian Kendrick por el Campeonato Crucero de WWE donde, si Kalisto ganaba, toda la división crucero de Raw, pasaría a SmackDown. En Survivor Series, se enfrentó a Brian Kendrick, pero Corbin intervino atacando a Kendrick y, recibió un End of Days. El 22 de noviembre en SmackDown, se enfrentó a The Miz por el Campeonato Intercontinental pero nuevamente Corbin intervino, haciendo que Kalisto perdiese. Esa misma noche, interfirió en la lucha entre Corbin y Kane. Tras el ataque, Kalisto se armó con una silla para atacar a Corbin. Después se pactó un Chairs Match entre Corbin y Kalisto en TLC

#### 2017-2019
En 2017 en SmackDown Live, Kalisto tuvo una lucha contra Dolph Ziggler la cual salió victorioso, pero Ziggler lo atacó tras terminar la lucha. Luego participó en el Royal Rumble match entrando en la posición 3, siendo eliminado por Braun Strowman. Tras esto, Kalisto volvería a enfrentarse a Ziggler, sólo que esta ocasión perdió, iniciando una rivalidad entre ambos. Días después, Kalisto y Apollo Crews se enfrentarían a Ziggler en Elimination Chamber en un 2 vs 1 Handicap Match, la cual ganaron Crews Y Kalisto, finalizando su rivalidad. Meses después, Kalisto no volvió a aparecer en los shows semanales. En Superstar Shake Up, fue reclutado por Raw. El 17 de abril en Raw, Kalisto sería atacado por Braun Strowman en backstage mandándolo a la basura. Tras eso, Kalisto se manifestó por Twitter retando a Strowman a un combate con una estipulación especial que se denomina Dumpster Match. El 24 de abril se celebró ese Dumpster Match, en el cual inesperadamente salió victorioso tirando a Strowman al contenedor.
El 2 de octubre Kalisto fue incluido en el elenco de los luchadores de la división crucero 205 Live￼￼. El 9 de octubre en Monday Night RAW Kalisto enfrentaría a Enzo Amore en un Lumberjack match donde ganaría el Campeonato Peso Crucero de la WWE.
Sin embargo lo perdería frente a Enzo Amore en T.L.C, Luego tendría su revancha en Survivor Series durante el Kick-Off, pero perdería nuevamente así terminando su rivalidad. Iniciando el 2018 en Royal Rumble junto a Lince Dorado & Gran Metalik derrotaron a [TJ Perkins|TJP]], Drew Gulak & Jack Gallagher durante el Kick-Off. Luego formaría el stable Lucha House Party con Lince Dorado & Gran Metalik.
Luego entraría en un torneo por el vacante Campeonato Peso Crucero en el episodio de 205 Live del el 6 de febrero venció a su compañero y amigo Lince Dorado para avanzar a los Cuartos de final, sin embargo fue eliminado el 27 de febrero por Roderick Strong.
Después de un par de meses. En un episodio de 205 Live ganó un Gauntlet Match ganando una oportunidad por el Campeonato Crucero en Greatest Royal Rumble frente a Cedric Alexander, pero sin embargo perdió el combate.
En octubre, volvería a Raw debutando con el Stable The Lucha House Party derrotando a The Revival(Dash Wilder & Scott Dawson), entrando así en una rivalidad con ellos derrotándolos en varias oportunidades en combates de The Lucha House Party Rules durante las siguientes semanas.
Luego participarían en un Fatal-4-Way Match donde también estarían incluidos The B-Team, The Revival & A.O.P por una oportunidad a los Campeonatos en Pareja de Raw, Sin embargo perdieron ganando The Revival.
Luego el stable participaría en el Fresh-Off Battle Royal por una oportunidad por el Campeonato Intercontinental en Raw pero fue eliminado por Apollo Crews ganando este último. 
Luego entrando en el 2019 perderían frente a The Revival el 14 de enero en Raw.
En 205 Live del 2 de enero derrotó a Lio Rush para clasificar a la Fatal 4-Way Match por el Campeonato Peso Crucero de Buddy Murphy en Royal Rumble, pero antes en el 205 Live del 21 de enero fue derrotado junto con Akira Tozawa por Hideo Itami en una Triple Threat Match, ya en Royal Rumble durante el Kick-off, participaría en la Fatal 4-Way Match por el Campeonato Peso Crucero frente  a Akira Tozawa, Hideo Itami & Buddy Murphy, reteniendo Murphy su título.
Luego perdería frente a Mike Kanellis con Maria Kanellis en 205 Live del 29 de enero.
En el episodio de 205 Live del 26 de febrero perdió ante Tony Nese en el Torneo por una Oportunidad por el Campeonato Peso Crucero de Buddy Murphy en Wrestlemania 35.
En Wrestlemania 35 participó del André the Giant Memorial Battle Royal pero fue eliminado por Andrade.
Luego en Raw junto al stable de Lucha House Party(Lince Dorado, Gran Metalik & el mismo) entraron en un fuedo con el recién llegado Lars Sullivan porque eran atacados por este en Raw, a la vez en 205 Live con el stable tendrían un feudo con The Singh Brothers.
El feudo con Lars Sullivan llegó a Super Show-Down donde perdieron por descalificación, para más tarde ser atacado por Lars Sullivan junto con sus compañeros, al RAW siguiente sería derrotado junto al stable Lucha House Party en un 3 on 1 Handicap Elimination Match terminando así el feudo con Lars Sullivan, mientras el feudo con The Singh Brothers continuaba, acompañó a Lince Dorado & Gran Metalik el 18 de junio en 205 Live solo para ser derrotados.

#### 2020-2021
En el Draft, fue traspasado a SmackDown, junto a sus compañeros de Lucha House Party, Gran Metalik & Lince Dorado, en el SmackDown del 25 de octubre derrotó a Drew Gulak. En el Kick-Off de Survivor Series, se enfrentó a Lio Rush y a Akira Tozawa en una Triple Threat Match por el Campeonato Peso Crucero de NXT, sin embargo perdió. Posteriormente se lesionó del hombro.
Regresó en el SmackDown del 14 de agosto.
En el Kick-Off de Clash Of Champions, junto a Lince Dorado se enfrentaron a Cesaro & Shinsuke Nakamura por los Campeonatos en Parejas de SmackDown, sin embargo perdieron. En el Kick-Off de Survivor Series, formando como parte de Team SmackDown participó en la Dual Brand Battle Royal, sin embargo fue eliminado por Dolph Ziggler.
En el SmackDown WrestleMania Edition, participó en el André the Giant Memorial Battle Royal, sin embargo fue eliminado por Lince Dorado. El 15 de abril, producto de las pérdidas económicas que ha ocasionado la Pandemia por COVID-19 a la empresa, WWE decidió liberar de su contrato a varios talentos, incluido a Kalisto quien había estado firmado desde 2015.

### AEW (2021)
En el episodio de AEW Dynamite del 3 de noviembre del 2021, debuta en la mencionada empresa con el nombre de Samuray del Sol, junto con Aero Star, donde cayeron derrotados por FTR.

### Lucha Libre AAA Worldwide (2021)
En Triplemania Regia II, se enfrentó a El Hijo del Vikingo, Bandido, Bobby Fish y a Jay Lethal por el vacante Megacampeonato de AAA, sin embargo perdió.

### Circuito Independiente (2021-presente)
Samuray fue anunciado para realizar una aparición en el evento de Lucha Libre Barcelona: El Amanecer del Sol, donde se enfrentó a Noah Striker por el Campeonato Absoluto de LLB, sin embargo terminó sin resultado.
Se anunció que participará del primer show de We are Wrestling (WaW) New Age of Wrestling, enfrentándose a Carlos Romo.

### Impact Wrestling (2023)
Debutó en el episodio de Impact! emitido el 10 de agosto, haciendo equipo con a Black Taurus & Laredo Kid enfrentándose a Bully Ray, Moose & Brian Myers, sin embargo perdieron.

### Consejo Mundial de Lucha Libre (2023)
Debutó el 11 de agosto en el Súper Viernes en la Arena México, haciendo equipo con Francesco Akira, Adrian Quest y Baliyan Akki derrotando a Ángel de Oro, Niebla Roja, Euforia y Mephisto.
En CMLL 90° Aniversario, junto a Lince Dorado se enfrentó a Soberano Jr. & Titán

## Campeonatos y logros

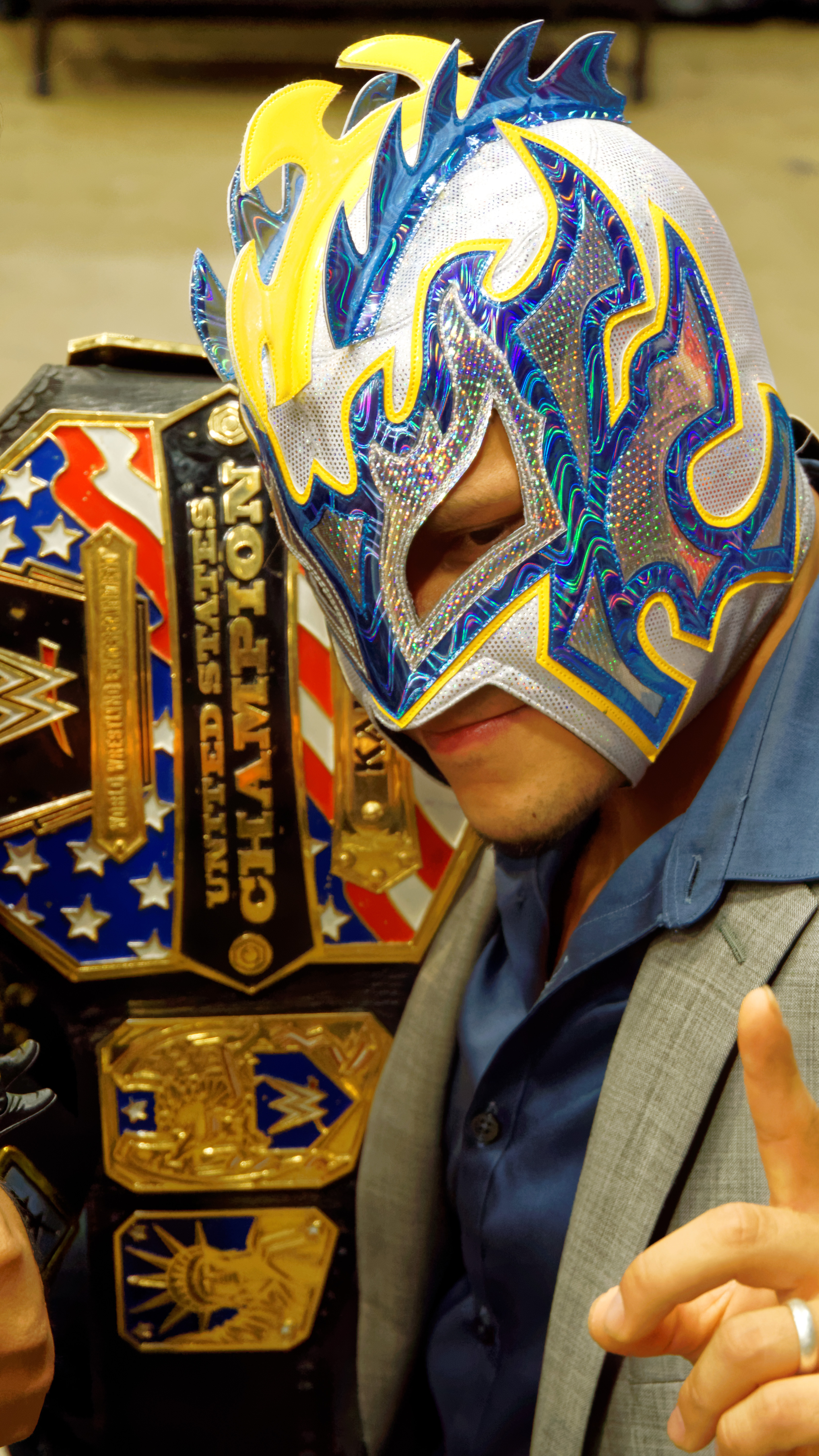
Kalisto como Campeón de los Estados
Unidos de la WWE.

- Gladiadores Aztecas de Lucha Libre Internacional
  - GALLI Championship (1 vez)[58]

- The Wrestling Revolver
  - PWR Tag Team Championship (1 vez) — con Lince Dorado.

- World Wrestling Entertainment/WWE
  - WWE United States Championship (2 veces)
  - WWE Cruiserweight Championship (1 vez)
  - NXT Tag Team Championship  (1 vez) – con Sin Cara
  - Slammy Award for OMG Shocking Moment of the Year (2015)[59]

- Pro Wrestling Illustrated
  - Situado en el Nº441 en los PWI 500 de 2012[60]
  - Situado en el Nº106 en los PWI 500 de 2013[61]
  - Situado en el Nº167 en los PWI 500 de 2014[62]
  - Situado en el Nº120 en los PWI 500 de 2015[63]
  - Situado en el Nº25 en los PWI 500 de 2016[64]
  - Situado en el Nº113 en los PWI 500 de 2017[65]
- Otros reconocimientos
  - Jeff Peterson Memorial Cup (2012)
  - King of Flight Tournament (2013)